# Weimar Battlegroup

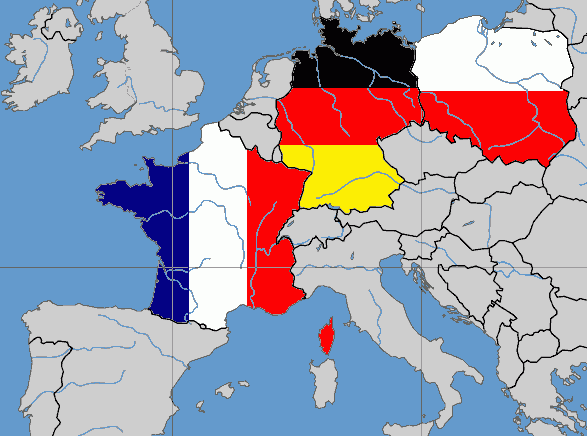
Politieke kaart van de "Weimardriehoek".

De Weimar Battlegroup (Pools: Weimarska Grupa Bojowa; afkorting: EU BG I/2013) is een multinationale EU-battlegroup onder Pools leiderschap, waaraan Duitsland en Frankrijk ook deelnemen als leden van de Weimardriehoek. Zij stond paraat in de eerste helft van 2013.

## Geschiedenis
In 2004 kwamen de defensieministers van de EU-lidstaten overeen om 13 battlegroups op te richten, die sinds 2007 volledig operationeel zijn. In 2006 bereikten de defensieministers van Frankrijk, Duitsland en Polen een akkoord over de oprichting van een Weimar Battlegroup. Onderhandelingen over de structuur, de bijdrage van de staten en de functies binnen de groep begonnen in januari 2009 en eindigden op 5 juli 2011 met de tekening van een akkoord tussen vertegenwoordigers van de Weimardriehoeklanden bij de NAVO en de EU. Volgens het akkoord zal:
- Polen het leidende land zijn en daarom leveren: het hoofdkwartier, het legerbevel en het manoeuvrebataljon;
- Duitsland de logistiek en veiligheid waarborgen;
- Frankrijk de medische verzorging regelen;
- de Battlegroup paraat staan tijdens de eerste helft van 2013.

## Samenstelling en uitrusting
De kern van de Weimar Battlegroup bestaat uit ongeveer 2100 militairen, waaronder het gemotoriseerde infanteriebataljon Rosomak en de 17e Gemechaniseerde Brigade. De brigade en andere eenheden die troepen leverden aan de Weimar Battlegroup, begonnen een reeks oefeningen, die op 23 november 2012 werden voltooid met de officiële certificatie van de gehele Battlegroup tijdens Common Challenge-12.
Het manoeuvrebataljon bestaat uit:
- 4 manoeuvrecompanies
- Commandocompagnie, inclusief een sluipschuttersteam en een verkenningseenheid
- Logistieke compagnie, inclusief een medisch evacuatieteam
- Ondersteuningscompagnie
- Ondersteunende schietgroep
- Peloton manpads
- Verkenningspeloton

De groep kon binnen 15 dagen gevechtsoperaties beginnen (de eerste 5 dagen voor het besluit om strijdkrachten in te zetten en de operatie te plannen, nog 10 dagen voor het daadwerkelijk inzetten in het mandaatgebied), waarna zij een missie kon begonnen die 1 tot 4 maanden duurde, in overeenstemming met Hoofdstukken VI en VII van het Handvest van de Verenigde Naties (zij bovendien samenwerken met strijdkrachten van de VN en de NAVO, mocht dat zo uitkomen). Maar net als bij de eerste battlegroups besloot de Europese Unie haar niet te gebruiken.